# Михаил Каменски
Михаи́л Федо́тович Каме́нски (на руски: Михаи́л Федо́тович Каме́нский, 8 май 1738 – 12 август 1809), е руски граф, генерал-фелдмаршал.
Обучава се в Сухопътния шляхетски кадетски корпус. Служи като доброволец във френската армия (1758 – 1759), участва в Седемгодишната война (кампанията от 1760 – 1761 г.) и в Руско-турската война (1768 – 1774).
През 1783 г. е назначен за рязански и тамбовски генерал-губернатор.
Разбива турците при Хотин (1788). Когато княз Григорий Потьомкин се разболява и предава ръководството на армията на Михаил Каховски, Каменски, позовавайки се на старшинството си, отказва да му се подчинява, за което е уволнен от военна служба.
Император Павел I през 1797 г. го въздига в графско достойнство, но и в същата година го уволнява от служба. Военен губернатор е на Санкт Петербург от с август до 16 ноември 1802 г.
През 1806 г. Каменски е назначен за главнокомандващ армията, действаща против французите, и пристига там на 7 декември, а 6 дена по-късно, под предлог, че се е разболял, предава командването на Фьодор Буксгведен и заминава за имението си край Орел, където е убит от свой крепостен.

## Синове
- Николай Каменски
- Сергей Каменски